# Каинды (Кыргызстан)
Каинды (кирг. Кайыңды, используется форма Кайнда) — город в Чуйской области Кыргызстана, административный центр Панфиловского района.
Посёлок возник в 1914 году при строительстве железнодорожной линии. Был построен вокзал, проведены подготовительные работы, но из-за революционных событий 1917 года, прокладка путей началась только в 1923 году. В 2012 году посёлок городского типа Каинды получил статус города.
Расположен в 77 км западнее Бишкека у автодороги ЭМ-03 Кара-Балта — Чалдыбар. Одноимённая железнодорожная станция на линии Бишкек — Чалдыбар. Пограничный контроль (КПП) «Каинды-железнодорожный» на границе с Казахстаном, которая расположена в 19 километрах от города.
В городе находятся сахарный завод ОАО «Каинды-Кант» — введён в эксплуатацию в 1963 году, АО «Каиндинский кабельный завод» (в прошлом «Кыргызкабель»), открытый в 1960 году.
Кроме общеобразовательных учреждений, имеется районная детская школа искусств.

## Название
В переводе с киргизского «каинды» означает «изобилующее берёзами».

## Население
По данным Национального статистического комитета Кыргызстана население города на 1 января 2023 года составило 10 152 человека